# Bråttensby kyrka
Bråttensby kyrka är en kyrkobyggnad i det nordvästra hörnet av Herrljunga kommun. Den tillhör sedan 2021 Herrljungabygdens församling (tidigare Bråttensby församling) i Skara stift.

## Kyrkobyggnaden
Kyrkan ligger på en höjd norr om ett öppet jordbrukslandskap. De äldsta delarna torde vara från 1600-talet. Under renovering på 1700-talets mitt tillkom vapenhus och sakristia. Samtidigt fick kyrkan ny altarring och nya bänkar. 1898 företogs en fullständig ombyggnad då nya väggar sattes upp och nya takstolar. Innertak och väggar fick beklädnad av spåntad panel. En läktare byggdes och en ny sakristia. Även tornet byggdes om till det nuvarande utseendet. Kyrkan är byggd av ektimmer och beklädd med lockläktpanel målad med vit oljefärg. Grunden är av kilad natursten. Sadeltaket täcks av rött enkupigt tegel. Kyrkan har tätspröjsade tvåluftsfönster med gråmålade bågar. 
Vid en renovering 1957 under ledning av Axel Forssén tillkom nytt innertak, ny väggbeklädnad, nytt korgolv och nya bänkar. Fönstren återställdes i gammalt skick och försågs med antikglas. Koret blev större genom att några bänkar togs bort. Vid nästa renovering 1967-1968 ommålades altarrunden, bänkgavlarna, läktarbarriären och predikstolen. Altartavlan återställdes till ursprungligt skick från 1746. En baldakin uppsattes den 21 augusti 1968. Efter ansökan och tillstånd från Riksantikvarieämbetet färgsattes och guldbelades baldakinen, predikstolen, läktarbarriären och altarrunden.

## Inventarier
- Altartavlan är en skulpterad bild från 1756 som föreställer Kristus på korset jämte Johannes och Maria. Efter en restaurering 1968 återfick den sitt ursprungliga skick och texten nedtill togs fram: Gudi Till Ära, Detta Herrans Hus Till Prydnad, Är Denna Altartafla För Kyrkans Medel Förfärdigad 1746.
- Över huvudingången finns en tavla med texten: "Bevara din fot, när du går till Guds hus, och träd in för att höra."
- I kyrkan finns två vapensköldar (begravningsvapen) målade i heraldiska färger. Den större med namnet "H.R. Gyllenhaal". Den mindre med namnet "I.B. Gylengrönn." Vid restaureringen 1898 fann man under kyrkans golv två gravkamrar tillhörande dessa adelsfamiljer.
- En mässhake från 1600-talet i grön fasonerad sammet.
- I tornet finns två klockor. Storklockan omgöts 1771 i Skara. Lillklockan uppsattes 1926. Klockringningen har sedan 1962 eldrift.

### Orgel
- Före 1961 användes ett harmonium i kyrkan.
- Orgeln på västra läktaren är tillverkad av John Grönvall Orgelbyggeri, Lilla Edet 1961. Den har sju stämmor fördelade på två manualer och pedal. Fasaden har ljudande pipor.[1] Orgeln är pneumatisk.

| Manual I     | Manual II    | Pedal      | Koppel |
| Gedackt 8´   | Rörflöjt 8´  | Subbas 16´ | I/P    |
| Principal 4' | Täckflöjt 4' |            | II/P   |
| Kvint 1 1/3' | Principal 2' |            | II/I   |